# Tokio Kubo
Tokio Kubo (jap. 久保 登喜夫 Kubo Tokio; ur. 1921 w Otaru na Hokkaido, zm. 28 kwietnia 1945 u wybrzeży Okinawy) – japoński skoczek narciarski, dwuboista klasyczny i pilot Japońskiej Marynarki Wojennej. Związany z drużynami szkoły średniej w Otaru, do której uczęszczał i Uniwersytetu Meiji. Zginął przeprowadzając atak kamikaze w bitwie o wyspę Okinawa.

## Życiorys
Urodził się w 1921 w Otaru. W 1935 rozpoczął naukę w szkole średniej w Otaru (obecna nazwa: Hokkaidō Otaru Chōryō Kōtō Gakkō), dzięki czemu mógł korzystać m.in. ze szkolnej skoczni narciarskiej, górskiego szałasu i nocnego oświetlenia. Możliwość korzystania z tak dogodnych warunków treningowych pozwoliła mu na szybki rozwój.
W 1939 po skokach na odległość 65,5 m i 60 m i uzyskaniu 222,5 punktu na skoczni Ōkurayama w Sapporo został mistrzem Japonii juniorów. Dzięki temu został kandydatem do drużyny olimpijskiej na igrzyska w Sapporo, które miały się odbyć w lutym 1940 roku. Jednakże Japonia wycofała się z ich organizacji ze względu na sytuację międzynarodową (druga wojna chińsko-japońska).
W 1941 rozpoczął studia na Uniwersytecie Meiji. Odnosił kolejne sukcesy sportowe. W 1942 w mistrzostwach Uniwersytetu Meiji zajął 2. miejsce, w 1943 zajął 3. miejsce na mistrzostwach Japonii seniorów. Za jego międzynarodowe sukcesy można uznać 1. miejsce w kombinacji norweskiej i 3. miejsce w skokach narciarskich na igrzyskach azjatyckich w Xinjing w 1943, jednakże z uwagi na wojnę startowali tam tylko reprezentanci Japonii i gospodarza Mandżukuo.
W październiku 1943 rząd Japonii zdecydował się zrezygnować z zawieszania służby wojskowej studentom, w wyniku czego Kubo również został powołany i skierowany na szkolenie do jednostki lotnictwa marynarki wojennej w Tsuchiura. Jego umiejętności zostały docenione i został wcielony do jednostki w Nagoi.
W kwietniu 1945 roku, w celu przygotowania do lotu, został przeniesiony do bazy w Kagoshimie. 28 kwietnia 1945 sporządził list pożegnalny, zasiadł za sterami samolotu Aichi D3A i odleciał o 15:20 z Kagoshimy w kierunku Okinawy na samobójczą misję. Do ataku na aliancki konwój u wybrzeży Okinawy doszło ok. 18:30, Kubo zginął, jednak nie jest wiadome czy trafił w cel, czy też został wcześniej zestrzelony.